# Großsteingrab Præstegaardsjord 2
Das Großsteingrab Præstegaardsjord 2 war eine megalithische Grabanlage der jungsteinzeitlichen Nordgruppe der Trichterbecherkultur im Kirchspiel Blistrup in der dänischen Kommune Gribskov. Es wurde im 19. Jahrhundert zerstört.

## Lage
Das Grab lag im Westen von Blistrup südlich des Kirkevej auf einem Feld westlich von Haus Nummer 39. In der näheren Umgebung gibt bzw. gab es zahlreiche weitere megalithische Grabanlagen. Erhalten sind noch die beiden 2,7 km bzw. 3,0 km nordöstlich gelegenen Ganggräber Ølshøj und Digeshøi sowie der 1,9 km westsüdwestlich gelegene Dolmen von Slagsagergaard.

## Forschungsgeschichte
Das Grab wurde irgendwann vor 1886 abgetragen. Zwei Dokumentationen der Fundstelle durch Mitarbeiter des Dänischen Nationalmuseums in den Jahren 1886 und 1937 erbrachten keine Hinweise auf bauliche Überreste.

## Beschreibung
Die Anlage besaß eine Hügelschüttung unbekannter Form und Größe, in der zwei Grabkammern lagen, die wohl als Ganggräber anzusprechen sind. Die erste Kammer hatte einen viereckigen Grundriss und besaß an der Ostseite einen über 3 m langen Gang. Die zweite Kammer besaß an der Südseite einen ebenfalls über 3 m langen Gang.